# Sant Salvador d'Almenara
Sant Salvador d'Almenara és una església de l'Almenara Alta, al municipi d'Agramunt (Urgell) inclosa en l'Inventari del Patrimoni Arquitectònic de Catalunya.

## Descripció
És una església de reduïdes dimensions inserida entre murs de cases a banda i a banda. És un edifici d'una sola nau, de planta rectangular, amb una capçalera plana i una volta de canó a l'interior. Per l'exterior presenta un parament a base de grans carreus regulars disposats en filades horitzontals i lligats en morter. Al centre de la façana de l'església (únic element visible a l'exterior) s'hi obre una porta allindanada reforçada amb estructures de pedra que li fan d'emmarcament. Just a sobre d'aquesta porta d'ingrés a l'església parroquial s'hi observa una petita fornícula semicircular, amb una decoració en forma de venera, on hi ha inserida una imatge en pedra identificada com una Puríssima. A més al voltant d'aquesta fornícula hi ha gravada la data de construcció de l'església: 1693.
Aquesta façana es completa amb el rosetó que hi ha just a sobre de la fornícula anteriorment descrita. És un rosetó d'època moderna, circular, formant amb totxanes i dos bares de ferro que s'entrecreuen en el seu interior. Aquest element ajuda a donar llum a la petita esglesiola. La façana acabada amb un frontó triangular on al centre del qual s'hi aixeca un petit campanar d'espadanya, també d'estructura triangular, amb un sol ull el qual aixopluga una petita campaneta.

## Història
Aquesta església fou construïda a causa de l'enderrocament i destrucció de l'antiga església de Sant Vicenç d'Almenara, situada encara avui, en ruïnes, en el cim de la serra d'Almenara, juntament amb Pilar també d'Almenara.